# Provinz Itata
Die Provinz Itata (spanisch Provincia de Itata) ist eine Provinz in der chilenischen Región de Ñuble. Die Hauptstadt ist Quirihue. Beim Zensus 2017 lag die Einwohnerzahl bei 53.832 Personen.

## Geschichte
Die Provinz Itata wurde 2018 geschaffen als die Región de Ñuble aus Teilen der Región del Bío-Bío geschaffen wurde. Ñuble war davor eine Provinz von Bío-Bío. 

## Gemeinden
Die Provinz Itata gliedert sich in sieben Gemeinden:
- Quirihue
- Cobquecura
- Ninhue
- Treguaco
- Portezuelo
- Coelemu
- Ránquil